# Canthidium cavifrons
Canthidium cavifrons är en skalbaggsart som beskrevs av Vladimir Balthasar 1939. Canthidium cavifrons ingår i släktet Canthidium och familjen bladhorningar. Inga underarter finns listade.